# Lyngby Boldklub sæson 2019-20
Lyngby Boldklub sæson 2019-20 er Lyngby Boldklubs 25. sæson i den bedste danske fodboldrække 3F Superligaen, og den 98. som fodboldklub. Udover Superligaen deltog klubben i DBU Pokalen. Foruden at have et hold i 3F Superligaen har Lyngby Boldklub yderligere senior hold i Reserveligaen, Sjælland Serie 2 og Sjælland Serie 4.
Christian Nielsen blev ansat som cheftræner i forrig sæson 2018-19.

## Klub

### Førsteholdets trænerstab
| Jobbeskrivelse  | Navn              |
| --------------- | ----------------- |
| Cheftræner      | Christian Nielsen |
| Assistenttræner | Mikkel Beckmann   |
| Fysisk træner   | Thomas Kjærbye    |
| Analysetræner   | Jonathan Hartmann |
| Målmandstræner  | Thomas Villadsen  |

Sidst opdateret: 21. juni 2018.
Kilde: "Trænerstab". lyngby-boldklub.dk. Arkiveret fra originalen 21. juni 2017. Hentet 21. juni 2018.

### Klubadministration
| Jobbeskrivelse | Navn             |
| -------------- | ---------------- |
| Adm. Direktør  | Andreas Byder    |
| Sportschef     | Birger Jørgensen |

Sidst opdateret: 13. juni 2019.
Kilde: "Kontakt". lyngby-boldklub.dk. Hentet 13. juni 2019.

### Sponsor
Betting- og casinoportalen Jetbull.

### Stadion
Op til sæsonen blev der sat spørgsmålstegn ved om Lyngby BK kunne få lov at spille på Lyngby Stadion, grundet for få siddepladser. Lyngby Boldklub afviste dog selv problemet.

## Spillere

### Førstehold
Oversigten er opdateret til og med 17. juli 2019
| Nr. | Land    | Position | Spiller                  |
| --- | ------- | -------- | ------------------------ |
| 1   | Danmark | MM       | Oskar Snorre             |
| 2   | Danmark | FO       | Marcus Backmann          |
| 3   | Danmark | FO       | Lasse Nielsen            |
| 4   | Danmark | FO       | Patrick da Silva         |
| 5   | Danmark | MI       | Martin Ørnskov (Anfører) |
| 6   | Danmark | FO       | Frederik Winther         |
| 7   | Danmark | MI       | Jesper Christjansen      |
| 8   | Danmark | MI       | Gustav Ølsted Marcussen  |
| 9   | Danmark | MI       | Lasse Fosgaard           |
| 10  | Danmark | AN       | Rezan Corlu              |
| 11  | Danmark | AN       | André Riel               |
| 14  | Danmark | FO       | Nicolai Geertsen         |

| Nr. | Land    | Position | Spiller            |
| --- | ------- | -------- | ------------------ |
| 15  | Danmark | MI       | Emilio Simonsen    |
| 16  | Danmark | MI       | Emil Nielsen       |
| 17  | Danmark | MI       | Adam Sørensen      |
| 18  | Danmark | FO       | Kevin Tshiembe     |
| 20  | Danmark | FO       | Kasper Jørgensen   |
| 21  | Danmark | FO       | Kasper Enghardt    |
| 22  | Danmark | MI       | Magnus Westergaard |
| 24  | Danmark | FO       | Gustav Harlev      |
| 25  | Danmark | AN       | Adnan Mohammad     |
| 26  | Danmark | MI       | Frederik Gytkjær   |
| 31  | Danmark | MM       | Thomas Mikkelsen   |
| 31  | Danmark | MI       | Marcel Rømer       |

### Transfers

#### Ind
| No. | Pos | Spiller                | Skiftet fra  | Type                | Dato              | Beløb        | Kilde        |
| --- | --- | ---------------------- | ------------ | ------------------- | ----------------- | ------------ | ------------ |
| 11  | AN  | André Riel             | AGF          | Kontraktudløb       | 3. juni 2019      | Fri transfer | [ 6 ]        |
| 10  | AN  | Rezan Corlu            | Brøndby IF   | Leje med købsoption | 21. juni 2019     |              | [ 7 ]        |
| 4   | FO  | Patrick da Silva       | FC Roskilde  | Transfer            | 23. juni 2019     |              | [ 8 ]        |
| 16  | AN  | Emil Nielsen           | FC Roskilde  | Transfer            | 27. juni 2019     |              | [ 9 ] [ 10 ] |
| 21  | FO  | Kasper Enghardt        | Randers FC   | Transferfri         | 4. juli 2019      |              | [ 11 ]       |
| 20  | FO  | Kasper Jørgensen       | Brøndby IF   | Transferfri         | 12. juli 2019     |              | [ 12 ]       |
|     | MI  | Marcel Rømer           | SønderjyskE  | Transfer            | 31. august 2019   |              | [ 13 ]       |
|     | FO  | Pascal Gregor          | FK Haugesund | Transfer            | 19. december 2019 |              | [ 14 ]       |
|     | MI  | Mathias Hebo Rasmussen | Vejle BK     | Transfer            | 6. januar 2020    |              | [ 15 ]       |
|     | AN  | Magnus Warming         | Brøndby IF   | Transfer            | 7. januar 2020    |              | [ 16 ]       |

#### Ud
| No. | Pos | Spiller           | Skiftet til       | Type              | Dato              | Beløb            | Kilde                |
| --- | --- | ----------------- | ----------------- | ----------------- | ----------------- | ---------------- | -------------------- |
| 13  | AN  | Danni König       |                   | Kontraktudløb     | 30. juni 2019     |                  | [ 17 ]               |
| 21  | AN  | Kristian Lindberg |                   | Kontraktudløb     | 30. juni 2019     |                  | [ 17 ]               |
| 19  | AN  | Daniel Stückler   |                   | Kontraktudløb     | 30. juni 2019     |                  | [ 17 ]               |
| 20  | FO  | Nicklas Mouritsen |                   | Kontraktudløb     | 30. juni 2019     |                  | [ 17 ]               |
| 23  | AN  | Mads Carlson      |                   | Kontraktudløb     | 30. juni 2019     |                  | [ 17 ]               |
| 10  | AN  | Rezan Corlu       | AS Roma           | Lejeaftale udløb  | 21. juni 2019     |                  | [ 7 ]                |
| 11  | AN  | Jeppe Kjær        |                   | Kontraktudløb     | 25. juni 2019     |                  | [ 18 ] [ 19 ]        |
|     | MI  | Maurits Kjærgaard | Red Bull Salzburg | Transfer          | 5. juli 2019      | 20 millioner DKK | [ 20 ] [ 21 ] [ 22 ] |
|     | AN  | Adnan Mohammad    |                   | Opsagt samarbejde | 19. november 2019 |                  | [ 23 ]               |
| 2   | FO  | Marcus Backmann   | Nykøbing FC       | Transfer          | 12. december 2019 |                  | [ 24 ]               |
|     | AN  | Emilio Simonsen   | Nykøbing FC       | Leje              | 21. januar 2020   |                  | [ 25 ]               |

## Turneringer

### Superligaen

#### Grundspil
| Pos | Hold        | K  | V  | U  | T  | M+ | M- | MF  | P  | Kvalifikation eller nedrykning                            |
| --- | ----------- | -- | -- | -- | -- | -- | -- | --- | -- | --------------------------------------------------------- |
| 8   | AC Horsens  | 26 | 10 | 4  | 12 | 25 | 44 | −19 | 34 | Nedrykningsslutspil Gruppe A/Nedrykningsslutspil Gruppe B |
| 9   | OB          | 26 | 9  | 6  | 11 | 34 | 30 | +4  | 33 | Nedrykningsslutspil Gruppe A/Nedrykningsslutspil Gruppe B |
| 10  | Lyngby      | 26 | 9  | 5  | 12 | 31 | 45 | −14 | 32 | Nedrykningsslutspil Gruppe A/Nedrykningsslutspil Gruppe B |
| 11  | SønderjyskE | 26 | 6  | 9  | 11 | 31 | 44 | −13 | 27 | Nedrykningsslutspil Gruppe A                              |
| 12  | Hobro       | 26 | 3  | 14 | 9  | 25 | 35 | −10 | 23 | Nedrykningsslutspil Gruppe B                              |

### Gruppe A
| Pos | Hold        | K  | V  | U  | T  | M+ | M- | MF  | P  | Kvalifikation eller nedrykning                             |  | ODE | SON | LYN | SIL |
| --- | ----------- | -- | -- | -- | -- | -- | -- | --- | -- | ---------------------------------------------------------- |  | --- | --- | --- | --- |
| 1   | OB          | 32 | 12 | 7  | 13 | 43 | 42 | +1  | 43 | Qualification for the European play-off quarter-finals     |  | —   | 2–0 | 3–1 | 1–3 |
| 2   | SønderjyskE | 32 | 9  | 11 | 12 | 37 | 49 | −12 | 38 | Qualification for the Europa League third qualifying round |  | 1–1 | —   | 1–0 | 1–0 |
| 3   | Lyngby      | 32 | 9  | 7  | 16 | 34 | 55 | −21 | 34 | Qualification for the relegation play-offs                 |  | 1–2 | 1–1 | —   | 0–0 |
| 4   | Silkeborg   | 32 | 6  | 8  | 18 | 43 | 59 | −16 | 26 | Relegation to 2020–21 Danish 1st Division                  |  | 6–0 | 1–2 | 2–0 | —   |

1. ↑  SønderjyskE qualified for the Europa League third qualifying round by winning the 2019–20 Danish Cup.

#### Resultater efter hver runder
| Runde    | 1 | 2 | 3 | 4 | 5 | 6 | 7 | 8 | 9 | 10 | 11 | 12 | 13 | 14 | 15 | 16 | 17 | 18 | 19 | 20 | 21 | 22 | 23 | 24 | 25 | 26 | 27 | 28 | 29 | 30 | 31 | 32 | 33 | 34 |
| -------- | - | - | - | - | - | - | - | - | - | -- | -- | -- | -- | -- | -- | -- | -- | -- | -- | -- | -- | -- | -- | -- | -- | -- | -- | -- | -- | -- | -- | -- | -- | -- |
| Stadion  | H | U | H | H | U | U | H | U | H | U  | H  | U  | H  | H  | U  | H  | U  | H  | U  | H  | U  | H  | U  | U  | H  | U  | U  | H  | H  | U  | H  | U  | U  | H  |
| Resultat | V | N | N | V | N | N | V | N | N | V  | V  | U  | N  | V  | N  | V  | U  | U  | U  | V  | N  | V  | N  | N  | N  | U  | N  | U  | N  | N  | N  | U  | V  | U  |

Sidst opdateret: 24. februar 2020.
Kilde: Superligaen 2019-20

Stadion: U = Udebane; H = Hjemmebane. 
Resultat: U = Uafgjort; N = Nederlag; V - Vundet; Ud = Udsat.

#### Kampe
Lyngby BK's kampe i sæsonen 2019-20.
      Sejr       Uafgjort       Nederlag
| 14. juli 2019 1. Runde | Lyngby BK                        | 2 - 0   | AaB                              | Kongens Lyngby                                                              |
| 14:00                  | - Ørnskov 16' - Gytkjær 36', 48' | Rapport | - 35' Børsting - 67' Christensen | Stadion: Lyngby Stadion Tilskuere: 2.971 Dommer: Jørgen Daugbjerg Burchardt |

| 22. juli 2019 2. Runde | OB                                                                                              | 4 - 1   | Lyngby BK                                                     | Odense                                                            |
| 19:00                  | - Lund 6' - Kadrii 15' (str.) 90' - Drachmann 42' - Laursen 44' - Svendsen 71', 82' - Kløve 80' | Rapport | - 7' 34' Gytkjær - 52' Enghardt - 52' Nielsen - 68' Mikkelsen | Stadion: Nature Energy Park Tilskuere: 6.339 Dommer: Morten Krogh |

| 26. juli 2019 3. Runde | Lyngby BK                    | 0 - 3   | SønderjyskE                                      | Kongens Lyngby                                                             |
| 19:00                  | - Ørnskov 40' - da Silva 73' | Rapport | - 59', 71' Lieder - 78' 82' Albæk - 83' Amankwaa | Stadion: Lyngby Stadion Tilskuere: 3.168 Dommer: Benjamin Willaume-Jantzen |

| 5. august 2019 4. Runde | Lyngby BK                                           | 2 - 1   | AGF                              | Kongens Lyngby                                                     |
| 19:00                   | - Christjansen 30' 68' - Enghardt 34' - Gytkjær 71' | Rapport | - 9' Thorsteinsson - 29' Poulsen | Stadion: Lyngby Stadion Tilskuere: 5.475 Dommer: Jens Grabski Maae |

| 9. august 2019 5. Runde | FC København                 | 2 - 0   | Lyngby BK                                                              | Østerbro, København                                          |
| 18:00                   | - Oviedo 34' - Wind 46', 60' | Rapport | - 26' Geertsen - 42' Riel - 50' Fosgaard - 89' Tshiembe - 90' Enghardt | Stadion: Telia Parken Tilskuere: 15.747 Dommer: Sandi Putros |

| 18. august 2019 6. Runde | Esbjerg fB                                      | 1 - 0   | Lyngby BK                    | Esbjerg                                                         |
| 14:00                    | - Halsti 41' - Yakovenko 64' 76' - Højbjerg 81' | Rapport | - 33' Gytkjær - 90' Enghardt | Stadion: Blue Water Arena Tilskuere: 3.396 Dommer: Sandi Putros |

| 25. august 2019 7. Runde | Lyngby BK                     | 2 - 0   | Randers FC                | Kongens Lyngby                                                  |
| 12:00                    | - Fosgaard 45' - Geertsen 61' | Rapport | - 36' Nielsen - 40' Hoegh | Stadion: Lyngby Stadion Tilskuere: 3.226 Dommer: Anders Poulsen |

| 1. september 2019 8. Runde | AC Horsens                             | 2 - 1 | Lyngby BK                                  | Horsens                                                         |
| 14:00                      | - Hansson 55' - Prip 68' - Thorsen 87' |       | - 29' Ørnskov - 41' Gytkjær - 67' Geertsen | Stadion: CASA Arena Horsens Tilskuere: 1.234 Dommer: Aydin Uslu |

| 15. september 2019 9. Runde | Lyngby BK      | 0-3     | FC Midtjylland                                          | Kongens Lyngby                                                                 |
| 14:00                       | - Geertsen 83' | Rapport | - 29' Mabil - 54' Anderson - 66' Sviatchenko - 83' Kaba | Stadion: Lyngby Stadion Tilskuere: 4.139 Dommer: Mads-Kristoffer Kristoffersen |

| 22. september 2019 10. Runde | Silkeborg IF                           | 2 - 3   | Lyngby BK                        | Silkeborg                                                              |
| 14:00                        | - Okkels 21' - Holten 24' - Madsen 90' | Rapport | - 19' Rømer - 68', 75' Marcussen | Stadion: JYSK Park Tilskuere: 2.452 Dommer: Jørgen Daugbjerg Burchardt |

| 27. september 2018 11. Runde | Lyngby BK                                                       | 2 - 1   | Hobro IK                                           | Kongens Lyngby                                                     |
| 19:00                        | - Christjansen 8' - Marcussen 27' - da Silva 80' - Enghardt 87' | Rapport | - 61' Cappis - 67' Sabbi - 70' Putros - 89' Louati | Stadion: Lyngby Stadion Tilskuere: 3.093 Dommer: Jakob A. Sundberg |

| 4. oktober 2019 12. Runde | FC Nordsjælland                                  | 1 - 1   | Lyngby BK                                 | Farum                                                               |
| 19:00                     | - Rygaard Jensen 23' - Thychosen 38' - Sadiq 44' | Rapport | - 22' Enghardt - 44' Tshiembe - 68' Corlu | Stadion: Right to Dream Park Tilskuere: 3.090 Dommer: Mikkel Redder |

| 20. oktober 2019 13. Runde | Lyngby BK      | 0 - 3   | Brøndby IF                                               | Kongens Lyngby                                                                 |
| 18:00                      | - Tshiembe 67' | Rapport | - 38', 70' (str.) Wilczek - 60' Hermannsson - 72' Kaiser | Stadion: Lyngby Stadion Tilskuere: 8.547 Dommer: Mads-Kristoffer Kristoffersen |

| 27. oktober 2019 14. Runde | Lyngby BK     | 2 - 1   | AC Horsens | Kongens Lyngby                                                             |
| 14:00                      | Riel 69', 77' | Rapport | 26' Prip   | Stadion: Lyngby Stadion Tilskuere: 2.907 Dommer: Benjamin Willaume-Jantzen |

| 3. november 2019 15. Runde | Randers FC                          | 2 - 1   | Lyngby BK   | Randers                                                              |
| 12:00                      | - Tshiembe 28' (sm.) - Kallesøe 51' | Rapport | 71'Simonsen | Stadion: Cepheus Park Randers Tilskuere: 2.909 Dommer: Mikkel Redder |

| 10. november 2019 16. Runde | Lyngby BK                                           | 4 - 3   | OB                                    | Kongens Lyngby                                              |
| 14:00                       | - Geertsen 28' - Riel 37' - Corlu 78' - Silva 90+3' | Rapport | - 15' Jebali - 82' Kadrii - 85' Greve | Stadion: Lyngby Stadion Tilskuere: 4.046 Dommer: Aydin Uslu |

| 24. november 2019 17. Runde | SønderjyskE         | 2 - 2   | Lyngby BK                  | Haderslev                                                     |
| 12:00                       | - Jakobsen 23', 65' | Rapport | - 19' Tshiembe - 76' Corlu | Stadion: Sydbank Park Tilskuere: 3.712 Dommer: Anders Poulsen |

| 29. november 2019 18. Runde | Lyngby BK   | 1 - 1   | FC Nordsjælland  | Kongens Lyngby                                                             |
| 19:00                       | Nielsen 63' | Rapport | 27' (str.) Kudus | Stadion: Lyngby Stadion Tilskuere: 4.419 Dommer: Benjamin Willaume-Jantzen |

| 8. december 2019 19. Runde | AGF           | 1 - 1   | Lyngby BK | Aarhus                                                            |
| 14:00                      | Mortensen 29' | Rapport | 6' Corlu  | Stadion: Ceres Park & Arena Tilskuere: 6.138 Dommer: Jonas Hansen |

| 15. december 2019 20. Runde | Lyngby BK | 1 - 0   | Silkeborg IF | Kongens Lyngby                                                             |
| 14:00                       | Rømer 60' | Rapport |              | Stadion: Lyngby Stadion Tilskuere: 2.434 Dommer: Peter Kjærsgaard-Andersen |

| 17. februar 2020 21. Runde | FC Midtjylland           | 2 - 0   | Lyngby BK | Herning                                                  |
| 19:00                      | - Dreyer 30' - Mabil 72' | Rapport |           | Stadion: MCH Arena Tilskuere: 6.108 Dommer: Morten Krogh |

| 23. februar 2020 22. Runde | Lyngby BK                 | 2 - 0   | Esbjerg fB | Kongens Lyngby                                                             |
| 14:00                      | - Gytkjær 15' - Corlu 87' | Rapport |            | Stadion: Lyngby Stadion Tilskuere: 3.114 Dommer: Benjamin Willaume-Jantzen |

| 1. marts 2020 23. Runde | Brøndby IF  | 1 - 0   | Lyngby BK | Brøndbyvester                                                        |
| 16:00                   | Hedlund 53' | Rapport |           | Stadion: Brøndby Stadion Tilskuere: 16.388 Dommer: Jens Grabski Maae |

| 8. marts 2020 24. Runde | AaB                                   | 3 - 0   | Lyngby BK | Aalborg                                                           |
| 14:05                   | - Weert 19' - Kusk 28' - Andersen 37' | Rapport |           | Stadion: Aalborg Portland Park Tilskuere: 0 Dommer: Mikkel Redder |

| 1. juni 2020 25. Runde | Lyngby BK     | 1 - 4   | FC København                                               | Kongens Lyngby                                              |
| 18:00                  | - Warming 71' | Rapport | - 33' Falk - 73' Daramy - 86' (str.) Biel - 90+4' Bartolec | Stadion: Lyngby Stadion Tilskuere: 0 Dommer: Anders Poulsen |

| 7. juni 2020 26. Runde | Hobro IK                                          | 2 - 2   | Lyngby BK                                       | Hobro                                                 |
| 17:00                  | - Edgar Babayan 47' (str.) - Simon Jakobsen 90+4' | Rapport | - 41' Mathias Hebo Rasmussen - 81' Emil Nielsen | Stadion: DS Arena Tilskuere: 0 Dommer: Jakob Sundberg |

| 14. juni 2020 27. Runde | Sønderjyske          | 1 - 0   | Lyngby BK | Haderslev                                                 |
| 16:00                   | Johan Absalonsen 51' | Rapport |           | Stadion: Sydbank Park Tilskuere: 300 Dommer: Jonas Hansen |

| 18. juni 2020 28. Runde | Lyngby BK | 0 - 0   | Silkeborg IF | Kongens Lyngby                                                   |
| 18:00                   |           | Rapport |              | Stadion: Lyngby Stadion Tilskuere: 300 Dommer: Jens Grabski Maae |

| 22. juni 2020 29. Runde | Lyngby BK   | 1 - 2   | OB                         | Kongens Lyngby                                                |
| 19:00                   | - Corlu 12' | Rapport | - 41' Kløve - 58' Svendsen | Stadion: Lyngby Stadion Tilskuere: 875 Dommer: Anders Poulsen |

| 29. juni 2020 30. Runde | OB                                                        | 3 - 1   | Lyngby BK      | Odense                                                          |
| 19:00                   | - Svendsen 60' - Frøkjær-Jensen 84' (str.) - Jebali 90+3' | Rapport | - 36' Enghardt | Stadion: Nature Energy Park Tilskuere: 300 Dommer: Sandi Putros |

| 4. juli 2020 31. Runde | Silkeborg IF    | 2 - 0   | Lyngby BK | Silkeborg                                              |
| 14:30                  | Vallys 60', 79' | Rapport |           | Stadion: JYSK Park Tilskuere: 525 Dommer: Jonas Hansen |

| 8. juli 2020 32. Runde | Lyngby BK     | 1 - 1   | SønderjyskE        | Kongens Lyngby                                                |
| 20:00                  | - Warming 54' | Rapport | - 25' Christiansen | Stadion: Lyngby Stadion Tilskuere: 1.894 Dommer: Jakob Kehlet |

| 13. juli 2020 33. Runde | Hobro IK     | 1 - 2   | Lyngby BK                 | Hobro                                                   |
| 19:00                   | - Louati 11' | Rapport | - 55' Corlu - 87' Gytkjær | Stadion: DS Arena Tilskuere: 1.500 Dommer: Morten Krogh |

| 20. juli 2020 34. Runde | Lyngby BK                        | 2 - 2   | Hobro IK                         | Kongens Lyngby                                                                 |
| 19:00                   | - Hebo Rasmussen 22' - Corlu 68' | Rapport | - 8' (sm.) Nielsen - 76' Babayan | Stadion: Lyngby Stadion Tilskuere: 2.400 Dommer: Mads-Kristoffer Kristoffersen |

### Sydbank Pokalen
Sejr       Uafgjort       Nederlag
| 11. september 2019 1. runde           | Fremad Amager | 1 - 1 (5–4 s)                                      | Lyngby BK       | Sundby, København                                                |
| 20:00                                 | - Larsen 57'  | Rapport                                            | - 77' Marcussen | Stadion: Sundby Idrætspark Tilskuere: 1.445 Dommer: Jonas Hansen |
|                                       |               | Straffespark                                       |                 |                                                                  |
| - Bay - Rabei - Lange - Iyede - Engel |               | - Geertsen - Fosgaard - Kornvig - Simonsen - Corlu |                 |                                                                  |

### Træningskampe
Sejr       Uafgjort       Nederlag
| 29. juni 2019 | Lyngby BK   | 1 - 0   | HB Køge | Kongens Lyngby          |
| 14:00         | Harlev 90+' | Rapport |         | Stadion: Lyngby stadion |

| 3. juli 2019 | Lyngby BK    | 1 - 0   | FC Helsingør | Kongens Lyngby          |
| 14:00        | Simonsen 80' | Rapport |              | Stadion: Lyngby stadion |

| 7. juli 2019 | Malmö FF                | 2 - 4   | Lyngby BK                                        | Malmö, Sverige         |
| 13:00        | - Palmeiro 3' - Gall 4' | Rapport | - 20', 47' Riel - 55' Christjansen - 62' Gytkjær | Stadion: Malmö Stadion |

| 17. januar 2020 | Hansa Rostock            | 2 - 0 | Lyngby BK | Rostock, Tyskland      |
| 13:00           | - Breier 39' - Pepic 59' |       |           | Stadion: Ostseestadion |

| 21. januar 2020 | Lyngby BK                                      | 3 - 1 | Hvidovre IF | Kongens Lyngby          |
| 16:00           | - Gytkjær 44' - da Silva 61' - Riel 80' (str.) |       | - 90' Agger | Stadion: Lyngby Stadion |

| 25. januar 2020 | Helsingborgs IF              | 2 - 3   | Lyngby BK               | Helsingborg, Sverige |
| 14:00           | - Hendriksson 12' - Gero 89' | Rapport | - 18', 34', 38' Nielsen | Stadion: Filborna IP |

| 2. februar 2020 | S.C. Farense         | 1 - 3   | Lyngby BK                                    | Portugal |
| 14:00           | - Geertsen 56' (sm.) | Rapport | - 35' Gytkjær - 70' Marcussen - 80' Sørensen |          |

| 6. februar 2020 | Östersunds FK | 1 - 1   | Lyngby BK | Portugal |
| 16:30           | Perry 55'     | Rapport | 84' Riel  |          |

| 11. februar 2020 | Lyngby BK | 0 - 1   | Nykøbing FC | Kongens Lyngby          |
| 12:30            |           | Rapport | 17' Dahl    | Stadion: Lyngby Stadion |

| 21. maj 2020 | Lyngby BK                        | 2 - 0   | Brøndby IF | Kongens Lyngby                       |
| 18:00        | - Marcussen 9' - Panjeskovic 93' | Rapport |            | Stadion: Lyngby Stadion Tilskuere: 0 |

| 26. maj 2020 | Brøndby IF                 | 2 - 1   | Lyngby BK           | Brøndbyvester                         |
| 13:00        | - Mensah 62' - Hedlund 71' | Rapport | - 41' (sm.) Schwäbe | Stadion: Brøndby Stadion Tilskuere: 0 |